# Aqueduc de Mont-Saint-Pont
L'aqueduc de Mont-Saint-Pont, est un ouvrage d'art inauguré en 1855 qui servait à acheminer l'eau captée dans la commune belge de Braine-l'Alleud pour alimenter Bruxelles en eau, via les réservoirs d'Ixelles, construits en 1855. Il a été utilisé jusqu'en 1972. 
La Région wallonne a classé l'aqueduc en mai 2014 sur une liste de bâtiments anciens à protéger. 

## Histoire
Dans le premier tiers du XVIIIe siècle, pour faire face au problème récurrent du manque d'eau dans l'agglomération bruxelloise, les autorités communales de la ville de Bruxelles mettent à l'étude de nouveaux modes de distribution d'eau potable. 
Le 11 décembre 1852, le conseil communal choisi d'utiliser les sources des environs de Braine-l'Alleud, une commune de la province de Brabant
Une convention est passée le 16 janvier 1854 entre la commune de Braine-l'Alleud et la ville de Bruxelles afin que celle-ci soit autorisée à dériver plusieurs sources pour alimenter la ville de Bruxelles.
La convention stipule que la commune de Braine-l'Alleud « cède et abandonne à la ville de Bruxelles » ces sources, et consent que la ville construise les aqueducs nécessaires pour amener à Bruxelles « les eaux des sources du ruisseau du Hain ».
La première pierre est posée le 9 avril 1853 par le duc de Brabant, le futur roi Léopold II et la construction est terminée fin mars 1855 et les premières eaux alimentent le réservoir d'Ixelles le 4 juin 1855 après avoir parcouru par gravité 15,188 km.  
En 1933, la Compagnie intercommunale bruxelloise des eaux (C.I.B.E., actuellement dénommée Vivaqua) reprend les installations de Braine-l'Alleud lors de sa fusion avec le service des eaux de la ville de Bruxelles.   
L'urbanisation se développant le long du tracé de l'aqueduc, induisant des risques de pollution des eaux adduites, la C.I.B.E. décide en 1968 de le remplacer par une conduite forcée entre l'usine de La Vau et le nœud du Culot. L'aqueduc fonctionne jusqu'en novembre 1972 quand la conduite est mise en fonction. Les frais d'entretien et de réfection devenant élevés, la C.I.B.E. désire démolir l'ouvrage en avril 1994 mais la commune de Braine-l'Alleud préfère entamer une procédure de classement.

## Description
L'ouvrage est un pont-aqueduc d'une longueur de 200 mètres et comprend vingt-sept arches. Il est construit en maçonnerie de briques et de pierre bleue, le radier et les piédroits du collecteur sont en béton armé.